# Arda (Douro)
Der Arda ist ein Fluss in Portugal, der bei Arouca entspringt. Er fließt bei Santa Eulália und Várzea vorbei und mündet bei Pedorido in den Douro.